# Sainte-Marie-de-Vaux
Sainte-Marie-de-Vaux is een gemeente in het Franse departement Haute-Vienne (regio Nouvelle-Aquitaine) en telt 162 inwoners (2005). De plaats maakt deel uit van het arrondissement Rochechouart.

## Geografie
De oppervlakte van Sainte-Marie-de-Vaux bedraagt 5,6 km², de bevolkingsdichtheid is 28,9 inwoners per km².
De onderstaande kaart toont de ligging van Sainte-Marie-de-Vaux met de belangrijkste infrastructuur en aangrenzende gemeenten.

## Demografie
Onderstaande figuur toont het verloop van het inwonertal (bron: INSEE-tellingen).